# 도쿄 유나이티드 FC
도쿄 유나이티드 FC(일본어: 東京ユナイテッドFC)는 일본 도쿄도를 연고로 하는 일본의 축구단으로 2015년 1월에 창단된 이후 2020년까지 J리그에 가입하는 것을 목표로 했으나 현재까지도 일본 지역 리그 중 하나인 간토 사커 리그에서 활동하고 있다.